# یواس‌اس مانیندایز (آی‌دی-۲۰۹۳)
یواس‌اس مانیندایز (آی‌دی-۲۰۹۳) (به انگلیسی: USS Munindies (ID-2093)) یک کشتی بود که طول آن ۳۸۵ فوت (۱۱۷ متر) بود. این کشتی در سال ۱۹۱۷ ساخته شد.